# Крикбеф на Сени
Крикбеф на Сени (фр. Criquebeuf-sur-Seine) насеље је и општина у северној Француској у региону Горња Нормандија, у департману Ер која припада префектури Andelys.
По подацима из 2011. године у општини је живело 1206 становника, а густина насељености је износила 81,82 становника/km². Општина се простире на површини од 14,74 km². Налази се на средњој надморској висини од 35 метара (максималној 124 m, а минималној 3 m).

## Демографија
| 1962. | 1968. | 1975. | 1982. | 1990. | 1999. | 2011. |
| ----- | ----- | ----- | ----- | ----- | ----- | ----- |
| 906   | 954   | 956   | 975   | 970   | 1.036 | 1.206 |

График промене броја становника у току последњих година